# Melchior Kohl
Melchior Kohl (* 8. September 1583 in Budweis; † 4. November 1626 in Fischbeck), auch Koelen, war ein deutscher Münzmeister.

## Leben
Melchior Kohl wirkte vom 23. Januar bis 18. Dezember 1616 an der städtischen Münze in Hannover. Die von ihm dort geprägten Groschen versah er mit seinen Münzzeichen, entweder einem Zainhaken ᛚ oder die aneinanandergerückten (ligierten) Buchstaben MK.
Als Nachfolger seines Bruders Caspar verließ Kohl schon nach weniger als einem Jahr die Stadt Hannover wieder, um als gräflich Lippescher Münzmeister in Blomberg zu dienen. Wohl auf eigenen Wunsch beendete Kohl seine Tätigkeit für Simon VII. bereits wieder Anfang 1618. Am 29. April 1620 wurde er vom Grafen von Holstein-Schaumburg für ein Jahr zum Münzmeister der Münzstätte Oldendorf angestellt.